# 김광림 (시인)
김광림(金光林, 1929년 9월 21일~2024년 6월 9일)은 대한민국의 시인이다.
함경남도 원산부에서 아버지 김창응과 어머니 김윤복의 장남으로 태어났다. 본명은 충남(忠男)이다. 필명 광림은 김광균의 광(光)과 김기림의 림(林)을 따서 지었다고 술회한 바 있다.
원산과 개성에서 학창 시절을 보냈으며, 1948년 월남하여 초등학교 교사로 근무하였다. 1948년 이후 신문과 문학지 등에 시를 발표 하면서 등단하였고, 1950년 한국전쟁이 일어나자 군에 징집되어 복무하였다.
1957년에는 전봉건 김종삼 등과 3인 시집 《전쟁과 음악과 희망과》를 발표한 바 있다. 〈풍경〉, 〈갈등〉, 〈0〉, 〈壬子〉, 〈乞人〉 등의 작품으로 1973년 제5회 한국시인협회상을 받았다. 1992년부터 1994년까지 한국시인협회 회장을 지냈다.

## 작품

### 시집
- 《상심하는 접목》(백자사, 1959)
- 《심상의 밝은 그림자》(중앙문화사, 1962)
- 《오전의 투망》(모음사, 1965)
- 《학의 추락》(문원사, 1971)
- 《갈등》(문원각, 1973)
- 《한겨울 산책》(천문출판사, 1976)
- 《언어로 만든 새》(문학예술사, 1979)
- 《바로 설 때 팽이는 운다》(서문당, 1982)
- 《천상의 꽃》(영언문화사, 1985)
- 《말의 사막에서》(문학아카데미, 1989)
- 《곧이곧대로》(문학세계사, 1993)
- 《대낮의 등불》(고려원, 1996)
- 《앓는 사내》(한누리미디어, 1998)
- 《놓친 굴렁쇠》(풀잎문학, 2001)
- 《이 한마디》(푸른사상사, 2004)
- 《시로 쓴 시인론》(푸른사상, 2005)
- 《허탈하고 플 때》(풀잎문학, 2007)
- 《버리면 보이느니》(시문학사, 2009)
- 《불효막심으로 건져낸 포에지》(바움커뮤니케이션 , 2014)

### 합동 시집
- 전봉건·김종삼·김광림, 《전쟁과 음악과 희망과》(자유세계사, 1957)
- 문덕수·김종삼·김광림, 《본적지》(성문각, 1968)

### 시선집
- 《소용돌이》(고려원, 1985)
- 《멍청한 사내》(문학사상사, 1988)
- 《들창코에 꽃향기가》(미래사, 1991)

## 같이 보기
- 한국어 시인 목록
- 한국시인협회